# Església de Sant Bartomeu (Múrcia)
Sant Bartomeu, també anomenada Sant Bartomeu-Santa Maria és una església parroquial tradicional del centre històric de la ciutat de Múrcia, els orígens de la qual es remunten a la Reconquesta encara que l'edifici actual és una mescla entre la primitiva fàbrica del segle xvii i les profundes reformes que, donant començament a la fi del segle xviii, es van perllongar durant gran part del segle xix. Guarda un important patrimoni escultòric en el seu interior.

## Història
Aquesta parròquia apareixia censada ja en els repartiments del rei Alfons X en el segle xiii i el seu primitiu immoble va haver d'ocupar una antiga mesquita musulmana del segle xi. Per tant, estem davant una de les parròquies històriques de la ciutat de Múrcia. Situada en ple centre de la medina medieval.
Va ser en el transcurs del segle xvii quan es va demolir l'immoble anterior per realitzar una església nova. En aquest edifici va ser batejat el 21 d'octubre de 1728 el Comte de Floridablanca, eminent estadista espanyol.
No obstant això, de l'església del segle xvii es conserven pocs elements perquè a la fi del segle xviii (el 24 d'agost de 1767) va donar començament la construcció d'una nova parròquia de Sant Bartomeu, l'origen de l'església que actualment podem contemplar. No obstant això, les obres d'aquest tercer temple aviat van quedar detingudes. En 1821 només estaven conclosos l'absis i la nau del creuer, a més de la portada lateral.
La nau central i la façana principal van ser dutes a terme entre 1879 i 1883 i són obra de l'arquitecte Just Millán, en estil eclèctic amb reminiscències historicistes.
L'església de Sant Bartomeu és la seu històrica de la Confraria de Servites -on es troba hi ha la seva, recentment restaurada, capella neoclàssica de finals del segle XVIII-, i des de 1884 també és seu de la Confraria del Sant Sepulcre -encara que entre 1846 i 1866 també va residir en aquest temple-.
Durant la Guerra Civil l'església va ser saquejada, perdent nombroses obres d'art -escultures i retaules-, com l'antic titular del Sepulcre. No obstant això, gràcies a la Junta de Protecció del Patrimoni Artístic de Múrcia organitzada per l'alcalde republicà de Múrcia Fernando Piñuela, van poder salvar-se nombroses obres mestres que avui dia segueixen contemplant-se en Sant Bartomeu.
Després de la contesa, el pintor llorquí Manuel Muñoz Barberán va realitzar els frescos de l'absis.

## Arquitectura
La planta de l'església de Sant Bartomeu és de creu llatina amb una sola nau coberta amb volta de mig canó, separada del mur per una gran imposta decorada, i capelles laterals comunicades entre si.
El creuer de la dreta és gairebé el doble en dimensions que el de la part esquerra, i tots dos amb absis semicirculars -igual que en la capçalera- coberts per volta de cambra d'esfera i sis pilastres d'ordre jònic.
En el creuer dret hi ha la capella de Servites, amb cúpula sobre tambor. Destacar que el fraccionament radial de la cúpula encara pretén compartimentar la mitja taronja a la manera que s'havia vingut fent en el barroc. No obstant això, el tractament d'aquestes bandes divisòries és ja abstracte, en la sensibilitat lineal i geomètrica pròpia del neoclassicisme. D'especial interès és la forma de rematar les vores del mur per un emmarc format d'un enfilall de perles i fusaioles, preses de l'estil jònic, que fan un recorregut continu en els límits dels requadres.
La façana principal del temple d'estil eclèctic es va realitzar en ple segle xix i és obra de Justo Millán. Està dividida en dos cossos: en la part inferior se situen tres arcs de mig punt, i en la superior hi ha una rosassa i columnetes, rematat en un frontó. La façana d'aquesta església suposa la mostra més clara de l'historicisme vuitcentista a la ciutat de Múrcia, una solució entre neoromànic i neobizantí.
Sant Bartomeu posseeix una torre a l'esquerra de la façana principal. S'ha debatut molt si potser va estar projectada una altra torre als peus de l'església, a la dreta d'aquesta façana principal, que va quedar inacabada. No obstant això, el cos dret és més ample que l'esquerre i la seva distribució d'elements en façana és completament diferent, per la qual cosa planteja dubtes sobre la intenció d'elevar una segona torre.
Al començament del segle XX la família Servet va encarregar a l'arquitecte Pedro Cerdán una capella amb cripta a l'interior de Sant Bartomeu -que va ser conclosa en 1910-. És modernista, amb cambril i abundància de marbres. Les seves decoracions es van realitzar en el taller d'Anastasio Martínez Hernández.

## Patrimoni

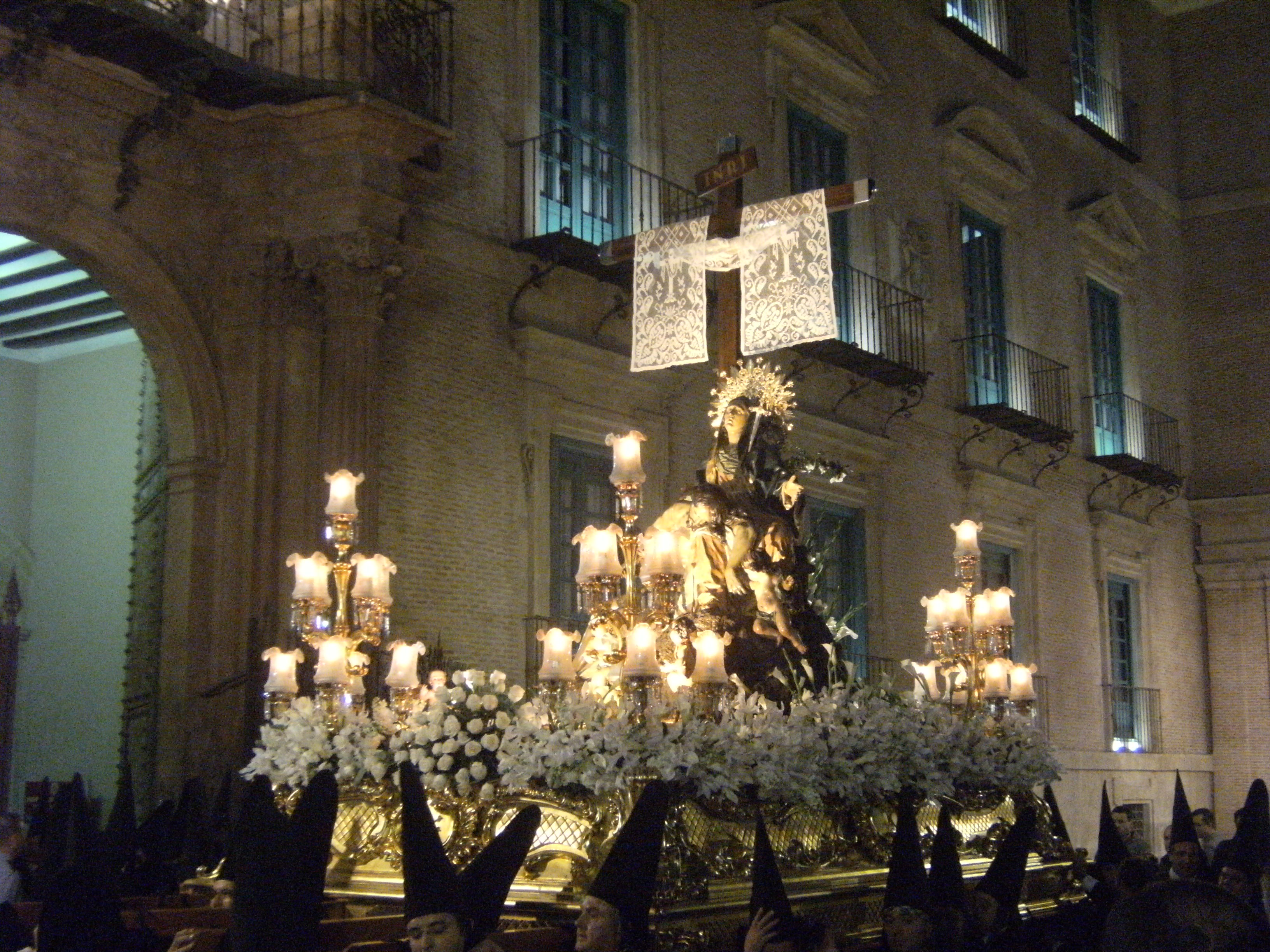
La Verge de les Angoixes, titular de Los Servitas, obra de Francisco Salzillo (1740) que es guarda a l'església de Sant Bartomeu

En el que al patrimoni retablístic es refereix, l'església de Sant Bartomeu conserva el retaule neoclàssic de la capella de Servitas, realitzat entre 1795 i 1797 per a la imatge titular d'aquesta confraria -la Verge de les Angoixes de Salzillo-. El retaule està realitzat en fàbrica estucada, amb planta còncava i d'un sol cos entre columnes d'origen gegant amb fust llis i capitell corinti emmarcant l'embocadura del camarí. Un potent entaulament i dos trams de frontó corb ho completen, coronat tot això per unes potències daurades amb el cor travessat per una espasa, emblema de la Verge de les Angoixes.
Dins del seu patrimoni escultòric destaquen fonamentalment les obres del barroc, tant del segle xvii com del segle xviii. Del primer, l'església compta amb un Sant Francesc Xavier atribuït a Nicolau de Bussy. De la transició del barroc al rococó destaca l'obra de Nicolás Salzillo, amb un Sant Sebastià datat en 1720.
De l'escola murciana del segle xviii Sant Bartomeu compta amb obres d'excepció. Del creador d'aquesta escola, Francisco Salzillo, l'església posseeix la que potser va ser la seva primera obra mestra, el conjunt de la Verge de les Angoixes (1740) que va realitzar per la Confraria de Servitas de Múrcia. D'aquesta primera època també es troba la seva Santa Llúcia (1743), mentre que del seu període de maduresa estan Sant Eloi (1749) i Sant Josep amb Nen de mitjans de segle i Sant Bartomeu (1768), titular de l'altar major i de la parròquia.
Del principal continuador de l'escola, Roque López, està Sant Pere d'Alcàntara de finals del segle xviii.
De l'escultura de la post-guerra civil, destaca l'obra de Juan González Moreno per la Real i Molt Il·lustre Confraria del Sant Sepulcre de Múrcia, amb el conjunt del Sant Enterrament (1941), la Verge de l'Amargor (1946) i Sant Joan (1952).
Quant a la pintura destaca el llenç de La Verge del Rosari en orla floral sobre la batalla de Lepant, obra del pintor del segle xvii Mateo Gilarte.
Obres més recents són les realitzades després de les pèrdues de retaules de la zona del presbiteri en la Guerra Civil Espanyola, són les pintures al fresc de Manuel Muñoz Barberán amb les escenes del Sermó de la muntanya, Àngels del panell central i Pesca miraculosa. D'aquest autor també hi ha un Baptisme de Crist d'intervinguts del segle xx. La decoració de la volta correspon a Pío Augusto Verdú. També destaca el cadirat del cor de fusta tallada, obra de José Molera Jiménez, igualment de mitjans del segle xx.